# Thomas Hermann

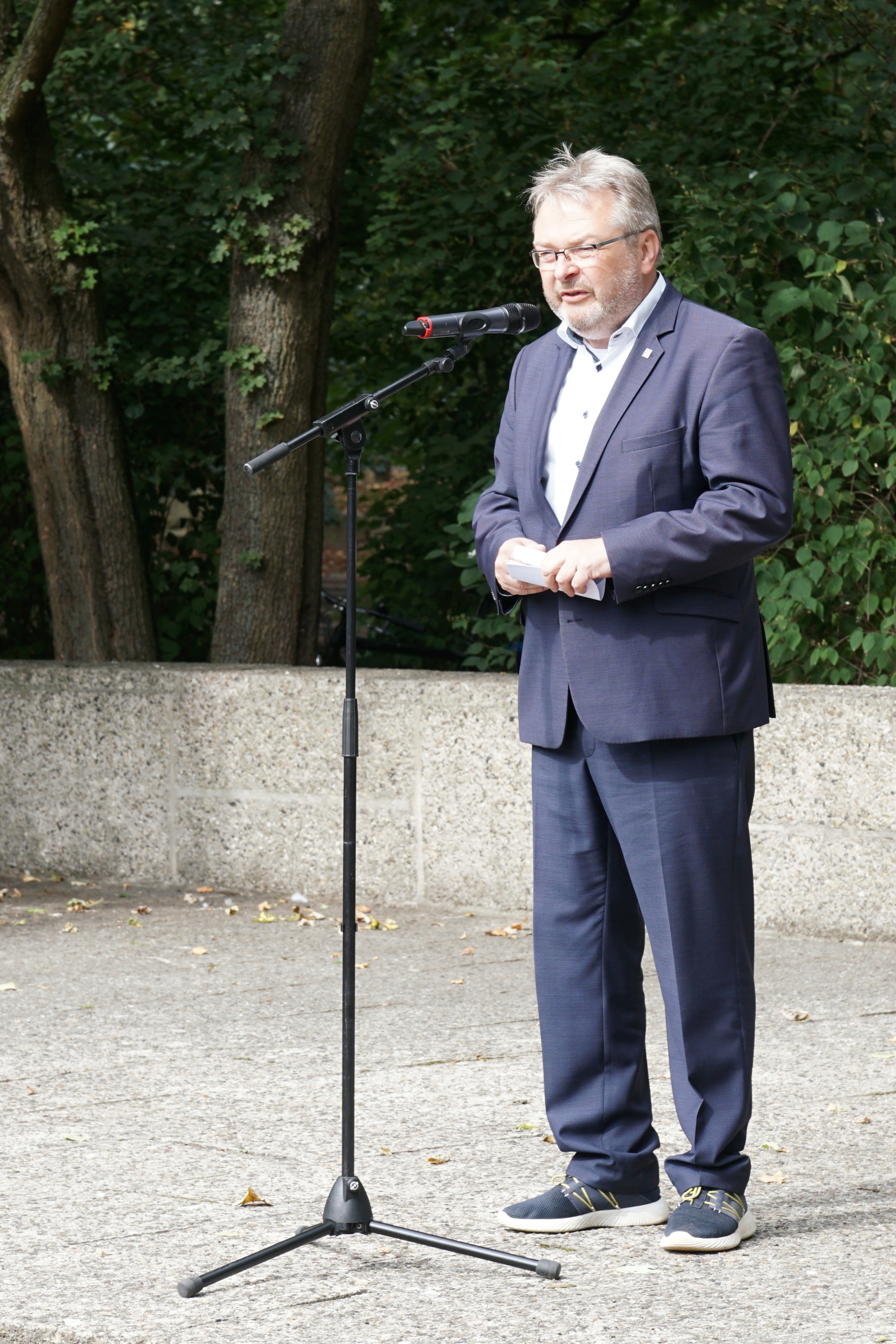
Thomas Hermann, 2019

Thomas Hermann (geboren 2. Oktober 1958 in Hannover) ist ein deutscher Politiker (SPD). Seit 2014 ist er Bürgermeister der Stadt Hannover und erster Stellvertreter des Oberbürgermeisters. Von 2014 bis 2021 war er zudem Vorsitzender des Rates der Stadt Hannover.

## Leben und Wirken
Thomas Hermann besuchte die Peter-Petersen Schule (heute Südstadtschule) in Hannover und war in den Jahren 1968 bis 1976 Schüler der Tellkampfschule. Im Anschluss leistete er seinen Grundwehrdienst und absolvierte ein Volontariat bei einer Sportzeitung. In den Jahren 1979 bis 1986 studierte Hermann Sozialwissenschaften (Politische Wissenschaft, Soziologie, Sozialpsychologie, Volkswirtschaftslehre) an der Universität Hannover. Von 1987 bis 1997 arbeitete Thomas Hermann als wissenschaftlicher Mitarbeiter (Forschung und Lehre) am Institut für politische Wissenschaft an der Universität Hannover. Ab 1998 arbeitete er im Niedersächsischen Sozialministerium, zunächst als persönlicher Referent der Ministerin, dann von 1999 bis 2000 als Leiter des Büros der Ministerin. In den Jahren 2000 bis 2022 arbeitete er als Referent für Bürgerschaftliches Engagement und Selbsthilfe im Ministerium. Ende des Jahres 2022 trat er in den (beruflichen) Ruhestand.
Thomas Hermann ist verheiratet und Vater von Drei Kindern. Er ist ev.luth. Konfession.

### Politik-Ratsherr und Bürgermeister der Landeshauptstadt Hannover
Seit dem Jahr 1980 ist Thomas Hermann Mitglied der SPD. Seit 2001 ist Hermann Mitglied im Rat der Stadt Hannover. Er war einer der stellvertretenden Vorsitzenden seiner Fraktion und gehörte den Ausschüssen für Stadtentwicklung und Bauen, für Haushalt, Finanzen und Rechnungsprüfung an, seit 2006 ist er Mitglied im Schützenrat des Rates und seit 2014 der Geschäftsordnungskommission. Am 19. Juni 2014 wählte ihn der Rat der Stadt Hannover zum Bürgermeister und Vorsitzenden des Rates der Stadt. Er gehört als Vorsitzender und Bürgermeister seit 2014 dem Ausschuss für Integration, Europa und internationale Kooperation (auch Internationaler  Ausschuss genannt) an und ist seit 2014 Mitglied im Verwaltungsausschuss. Hermann ist Vorsitzender des Kommunalen Präventionsrates der Landeshauptstadt Hannover. Zudem ist er Mitglied im Vorstand der Fraktion der SPD im Rat und gehört dem Vorstand der SPD Südstadt-Bult an, dessen Vorsitz er von 1997 bis 2011 innehatte. In den Jahren 1991 bis 1999 war er Mitglied des Vorstandes des SPD-Stadtverbandes Hannover.
Als Ratsherr der Stadt Hannover ist Thomas Hermann Beratendes Mitglied im Stadtbezirksrat Südstadt-Bult und der SPD-Fraktion des Stadtbezirksrats.
Nach den Kommunalwahlen in Niedersachsen 2016 wurde Thomas Hermann ein weiteres Mal durch die Mitglieder des Rates der Stadt Hannover zum Ratsvorsitzenden sowie zum ehrenamtlichen Stellvertreter von Oberbürgermeister Stefan Schostok gewählt; vor Klaus Dieter Scholz (CDU) und Regine Kramarek (Bündnis 90/Die Grünen). Im November 2021 musste er den Ratsvorsitz an Uta Engelhardt (Bündnis 90/Grüne) aufgrund des Wahlergebnis und des Stimmenverhältnis abgeben. Seitdem ist er erster Stellvertreter von Uta Engelhardt im Vorsitz des Rates.
Am 20. Oktober 2016 wurde Thomas Hermann durch den hannoverschen Oberbürgermeister Stefan Schostok der Ehrenring des Rates der Landeshauptstadt Hannover verliehen.

#### Mitgliedschaften in Ausschüssen und Gremien des Rates der Stadt und der Landeshauptstadt Hannover
- 2001 bis 2004: Ausschuss für Stadtentwicklung und Bauen (Sprecher für die SPD-Fraktion im Rat der Stadt)
- 2001 bis 2014: Sportausschuss
- 2001 bis 2002: Jugendhilfeausschuss
- 2006 bis 2014: Ausschuss für Haushalt, Finanzen und Rechnungsprüfung (Vorsitzender)
- seit 2006: Schützenrat des Rates der Stadt Hannover
- seit 2014: Ausschuss für Integration, Europa und internationale Kooperation (internationaler Ausschuss, Vorsitzender)
- seit 2014: Verwaltungsausschuss der Stadt Hannover (Organ der Stadt Hannover)
- seit 2014: Geschäftsordnungskommission
- seit 2014: Kommunaler Präventionsrat der Landeshauptstadt Hannover (Vorsitz in seiner Funktion als Bürgermeister)

## Weitere Ämter und Mitgliedschaften
Seit dem Jahr 2006 ist er Vorsitzender der kommunalen Wohnungsbaugesellschaft Hanova Wohnen und seit 2013 stellvertretender Vorsitzender im Aufsichtsrat der hanova Gewerbe GmbH (ehemals union-boden GmbH). Thomas Hermann ist Mitglied im Kuratorium der Aegidienkirche. Vom 10. September 2015 bis 12. August 2020 war er Vorsitzender des Jazz Club Hannover und ist seitdem dessen Ehrenmitglied. Er ist Botschafter der UNESCO City of Music Hannover. Er ist Mitglied der Arbeiterwohlfahrt, von Verdi und dem Verein Wikimedia Deutschland. Zudem ist er Mitglied des Forums für Politik und Kultur e. V., des Vereines der Freunde der Herrenhäuser Gärten e. V. und des Freiwilligenzentrums Hannover e. V.